# Палмер (Илиноис)
Палмер (енгл. Palmer) град је у америчкој савезној држави Илиноис.

## Демографија
По попису из 2010. године број становника је 229, што је 19 (-7,7%) становника мање него 2000. године.
| Група             | 2000.       | 2010.       |
| Белци             | 239 (96,4%) | 227 (99,1%) |
| Афроамериканци    | 0 (0,0%)    | 0 (0,0%)    |
| Азијати           | 0 (0,0%)    | 0 (0,0%)    |
| Хиспаноамериканци | 0 (0,0%)    | 1 (0,4%)    |
| Укупно            | 248         | 229         |